# Zdzisław Hryniak
Zdzisław Jan Hryniak (ur. 30 czerwca 1930 w Lublinie, zm. 13 maja 2008 w Warszawie) – polski architekt i urbanista, profesor doktor habilitowany inżynier Politechniki Warszawskiej. 

## Życiorys
Studiował na Wydziale Architektury Politechniki Warszawskiej, w 1955 uczestniczył w pracach zespołu biorącego udział w konkursie architektonicznym na projekt Placu Teatralnego i Placu Feliksa Dzierżyńskiego w Warszawie (współautorzy: Hanna Adamczewska-Wejchert, Kazimierz Wejchert, Henryk Jurkowski, Elżbieta Kufirska, Barbara Tucholska, Andrzej Rogowski, Barbara Brodowska, Jerzy Jakubczak), projekt otrzymał wyróżnienie równorzędne. W 1956 ukończył studia i uzyskał nagrodę Towarzystwa Urbanistów Polskich za najlepszy dyplom. Od 1957 był członkiem warszawskiego oddziału SARP, należał również do Mazowieckiej Okręgowej Izby Architektów RP i do Towarzystwa Urbanistów Polskich. W 1973 wygrał wraz z zespołem konkurs na projekt koncepcyjny zagospodarowania przestrzennego Centralnego Ośrodka Usługowo-Dyspozycyjnego Wschodniego Rejonu GOP (współautorzy: Wojciech Kubik, Jacek Michalski), miało być to nowe miasto położone między Będzinem, Sosnowcem i Dąbrową Górniczą, projektu tego nigdy nie zrealizowano. W 1980 uzyskał status architekta twórcy. 
Pochowany na cmentarzu Powązkowskim (pod murem IV-115).

## Projekty
- osiedle Mickiewicza w Lublinie (1958–1964) – współautorzy: Feliks Haczewski, Adam Krzyszkowski, Kazimierz Górski, Zbigniew Parandowski, H. Gadomska, Z. Kołakowski, U. Minkowska, J. Rzepecki – Nagroda KBUA II stopnia (1962);
- Kościół Świętego Krzyża w Łapach – współautor Krzysztof Kakowski;
- kościół pw. Niepokalanego Poczęcia Najświętszej Maryi Panny na Wrzecionie w Warszawie (1988);
- budynek biurowy na Pl. Politechniki w Warszawie.